# Bartolomeo Ambrosini
Pour les articles homonymes, voir Ambrosini.
Bartolomeo Ambrosini est un médecin et un  botaniste italien, né en 1588 à Bologne et mort en 1657.

## Biographie
Bartolomeo Ambrosini est le frère aîné du botaniste Giacinto Ambrosini (1605-1672).
Il fait paraître en 1630 Capsicorum Varietate cum suis iconibus ; accessit panacea ex herbis quæ a sanctis denominantur. Il s’illustre dans le combat contre la peste qui touche la ville en 1630 et publie sur ce sujet l’année suivante Modo e facile preserva, è cura di peste a beneficio de popolo di Bologna.
Il publie également Theorica medicina in tabulas veluti digesta (1632), Pulsibus (1645) et d'autres ouvrages de médecine. Il supervise également l'édition de certains ouvrages de son maître, Ulisse Aldrovandi (1522-1605). Ambrosini enseigne la philosophie et la botanique à l’université de Bologne et dirige aussi son jardin botanique. Son frère le remplace à sa mort.